# Нибиола
Нибиола (итал. Nibbiola) је насеље у Италији у округу Новара, региону Пијемонт.
Према процени из 2011. у насељу је живело 755 становника. Насеље се налази на надморској висини од 131 м.

## Становништво
Према резултатима пописа становништва 2011. у општини је живело 792 становника.
| 1931. | 1936. | 1951. | 1961. | 1971. | 1981. | 1991. | 2001. | 2011. |
| ----- | ----- | ----- | ----- | ----- | ----- | ----- | ----- | ----- |
| 1.172 | 1.157 | 1.147 | 943   | 727   | 683   | 641   | 720   | 792   |